# Hüseyin Altuğ Taş
Hüseyin Altuğ Taş (* 10. Januar 1996 in Ankara) ist ein türkischer Fußballspieler.

## Karriere

### Verein
Taş kam in Altındağ, einem Stadtteil von Ankara auf die Welt und begann 2007 in der Nachwuchsabteilung von Ankaraspor mit dem Vereinsfußball. 2010 wechselte er in die Nachwuchsabteilung von Galatasaray Istanbul.
Zur Rückrunde der Saison 2014/15 verließ Taş nach fünf Jahren die Nachwuchsabteilung von Galatasaray und wechselte als Profispieler zum Stadt- und Ligarivalen  Aufsteiger Istanbul Başakşehir. Für die Rückrunde der Saison 2015/16 lieh ihn sein Verein an Büyükçekmece Tepecikspor aus.

### Nationalmannschaft
Taş begann seine Länderspielkarriere im November 2010 mit einem Einsatz für die türkische U-15-Nationalmannschaft. Anschließend durchlief er bis zur türkischen U-19-Nationalmannschaft alle Jugendnationalmannschaften der Türkei.